# Cerodontha orbitalis
Cerodontha orbitalis är en tvåvingeart som beskrevs av Zlobin 1984. Cerodontha orbitalis ingår i släktet Cerodontha och familjen minerarflugor.
Artens utbredningsområde är Mongoliet. Inga underarter finns listade i Catalogue of Life.